# Jan Seifert (Moderator)

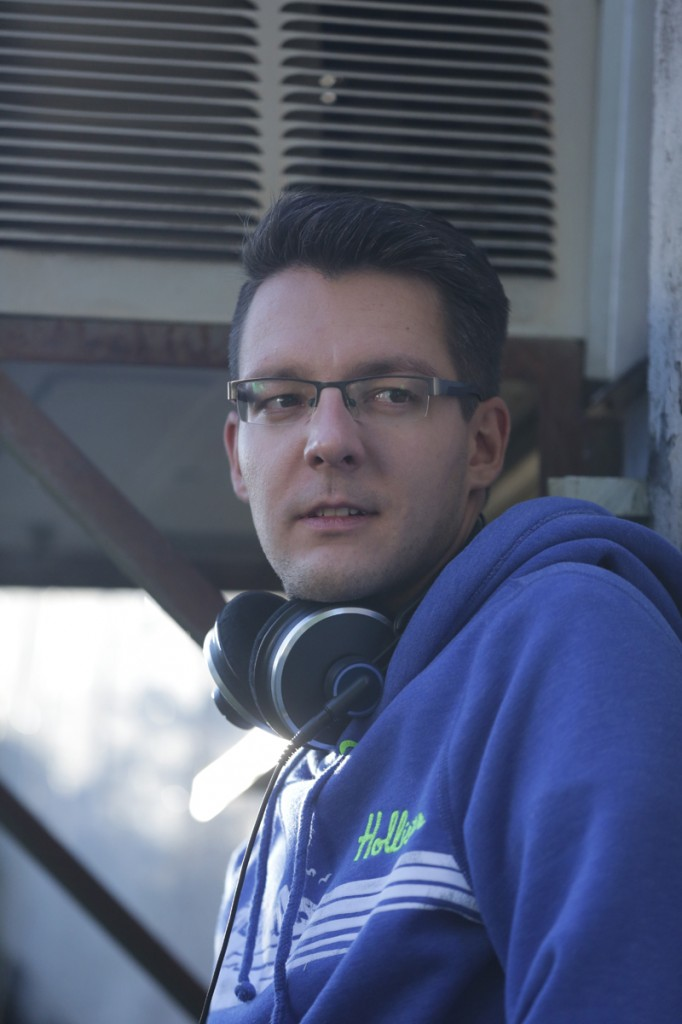
Jan Seifert

Jan Seifert (* 28. September 1983 in Leipzig) ist ein deutscher Radiomoderator und Programmdirektor bei Star FM in Berlin.

## Leben
Seifert begann seine Tätigkeit beim Hörfunk direkt nach seiner Schulausbildung. Erste Station war der Radiosender LandesWelle Thüringen. Im Anschluss nahm er ein Studium der Angewandten Medienwissenschaft an der Technischen Universität Ilmenau auf und arbeitete seit 2002 parallel für die Radioprogramme Vogtland Radio und den Hochschulfunk radio hsf 98.1.
Ab 2006 arbeitete er in Luxemburg für die Programme RTL Radio und das Tochterprogramm RTL Radio 93.3 & 97.0. Dort war er am Aufbau, der Strukturierung und Durchführung der nach ihm benannten Morgenshow Jans Morgen, später Jan und Julia am Morgen beteiligt. Anschließend moderierte Jan Seifert in den Radioprogrammen von Radio PSR in Leipzig und 100´5 das Hitradio im belgischen Eupen. Seit 2014 geht er täglich für die Sachsen-Anhalt Hörfunk GmbH auf Sendung.
Seifert moderierte täglich in den Radioprogrammen von radio SAW und Rockland Sachsen-Anhalt. Zudem arbeitet er als Bühnenmoderator unter anderem für die mitteldeutsche promotion und veranstaltungs GmbH (mpv). Unter anderem war er Moderator der Sendung „von drei bis frei“ sowie „radio SAW Muckefuck“. Derzeit ist er als Verkehrsflieger und Bühnenmoderator aktiv.
2016 erhielt er eine Nominierung zum Rundfunkpreis Mitteldeutschland für seinen Reportereinsatz. 2019 wurde beim Rundfunkpreis Mitteldeutschland eine Ausgabe seiner Sendung „Nachtjournal“ prämiert in der Kategorie „Beste Moderation“
Seit 2018 moderiert er zusätzlich in den Programmen von Star FM für Berlin und Nürnberg. 2020 wurde er zum Programmdirektor von Star FM Berlin berufen.

## Projekte
Im Dezember 2008 begann Seifert das Regionalprogramm von RTL Radio für Luxemburg, Rheinland-Pfalz, das Saarland, Lothringen, Ostbelgien und den Regierungsbezirk Köln. In diesem Programm betreute er diverse Sendeschienen. Außerdem wurde Seifert mit der Redaktion, Produktion und Moderation der Morgenshows Jans Morgen – später Jan und Julia am Morgen – beauftragt und vertrat den Sender auf Außenveranstaltungen.
Im Luxemburger Historiendrama Emil übernahm Seifert eine Sprecherrolle.
Für den Freistaat Thüringen und andere Auftraggeber ist er als Off-Sprecher aktiv.